# Viennoiserie

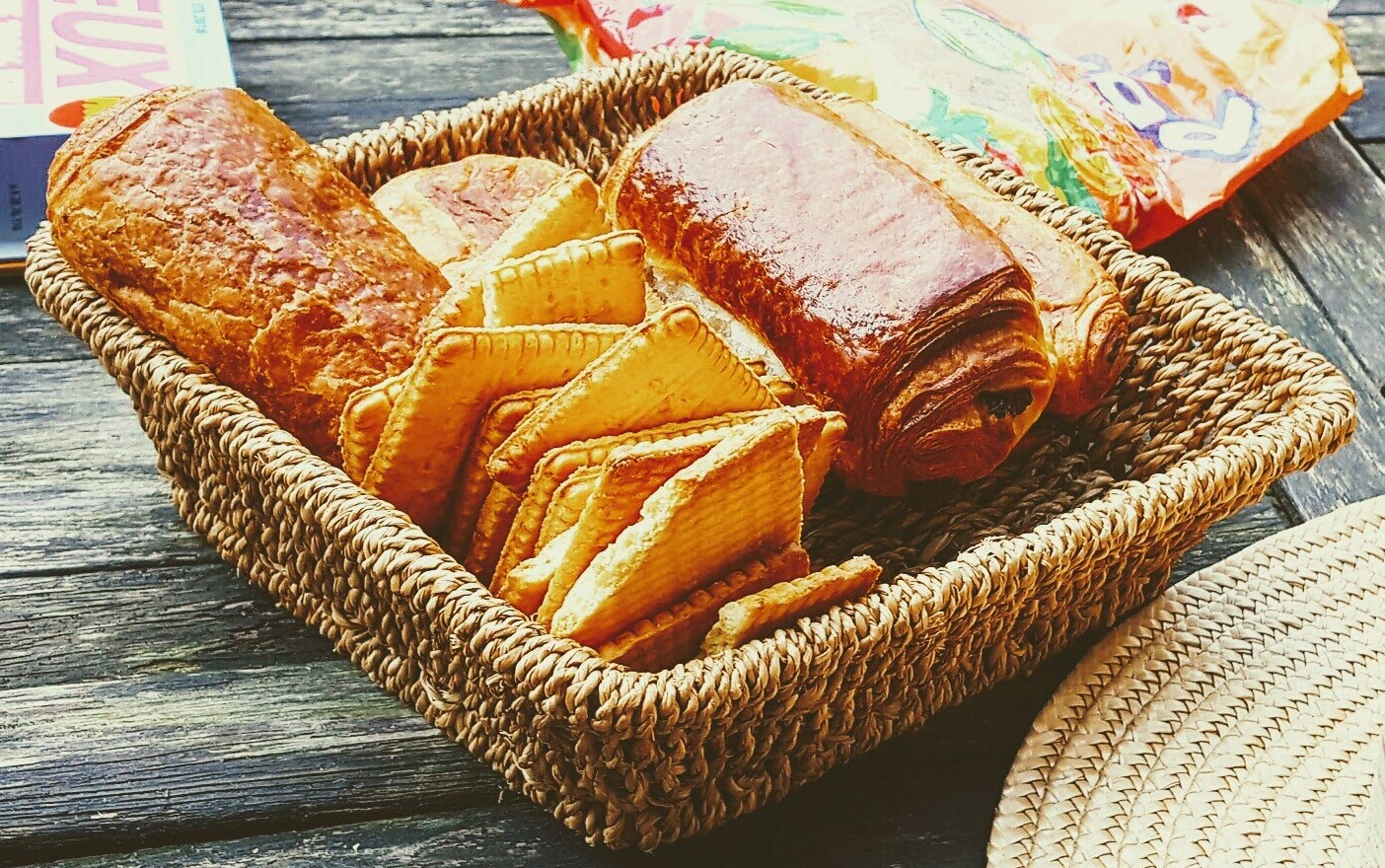
Panier de pains au chocolat.

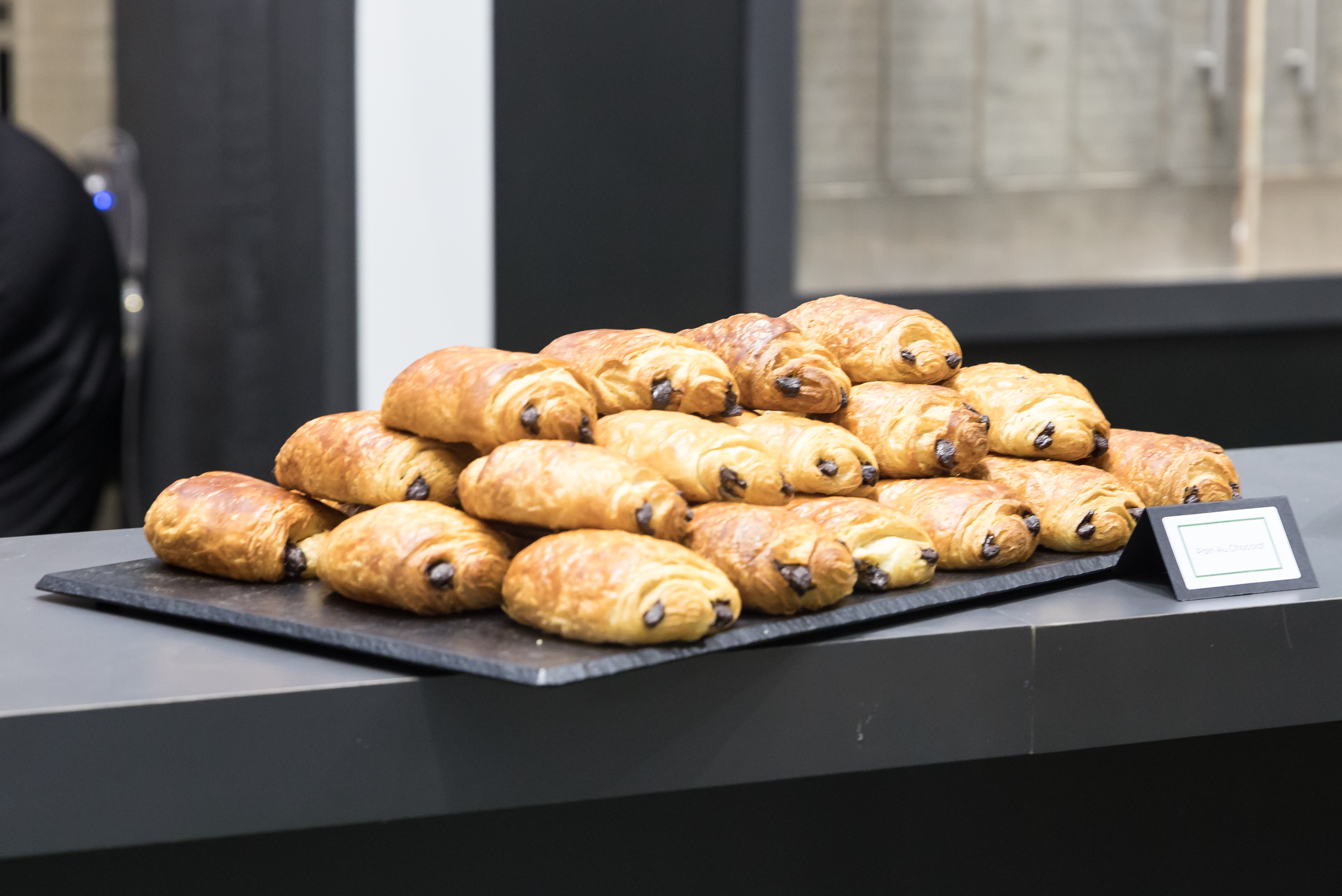
Une pile de pains au chocolat

La viennoiserie est synonyme de boulangerie de luxe, fine ou de fantaisie.
On appelle viennoiseries les produits de boulangerie dont la technique de fabrication se rapproche de celle du pain ou de la pâte feuilletée, mais auxquels leurs ingrédients donnent un caractère plus gras et plus sucré qui les rapproche de la pâtisserie (œufs, beurre, lait, crème, sucre, etc.) ; les pâtes sont levées ou feuilletées.
Les viennoiseries sont souvent servies le matin ou comme en-cas.
Leur nom fait référence au kipferl viennois, qui inspira la forme du croissant, mais leur développement eut lieu à Paris et se base principalement sur la technique française de la pâte feuilletée levée.

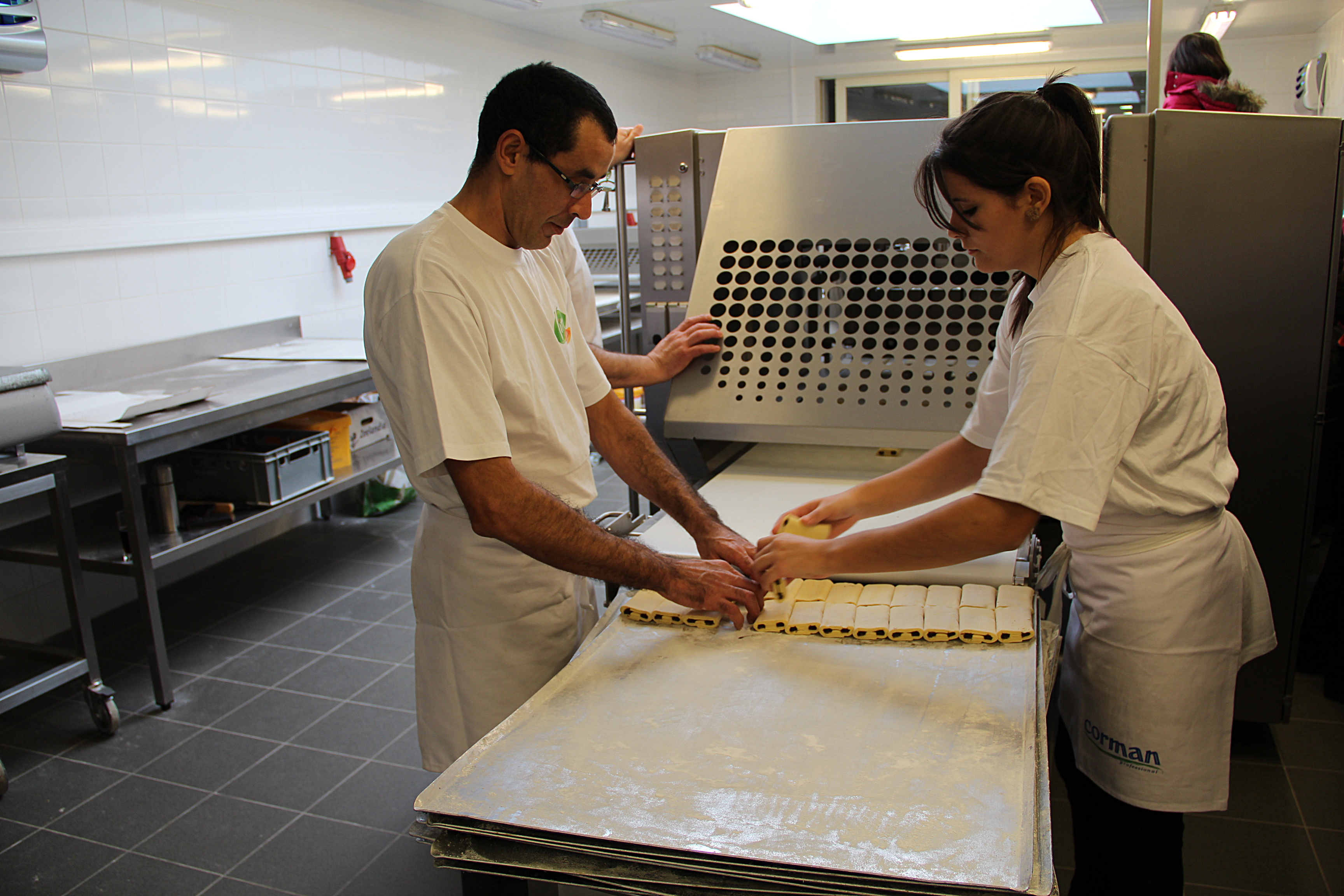
Atelier de viennoiseries.

## Histoire
Pour certains auteurs, l’existence du kipferl, brioche en forme de croissant, serait attestée dans l'Autriche entre le XIIIe siècle et le XVIIe siècle, voire en Hongrie mais sans que l'on en connaisse les recettes (salée ou sucrée) ni la pâte (feuilletée ou pas). Ces pâtisseries pourraient aussi avoir des origines au Proche-Orient et dans les cuisines du palais de Topkapı.
C'est un officier autrichien, August Zang, associé à un noble viennois, Ernest Schwarzer, qui introduisit à Paris le kipferl (brioche en forme de croissant) et le kaisersemmel (pain viennois) entre 1837 et 1839, en ouvrant une Boulangerie viennoise (installée au 92, rue de Richelieu) et dont le succès a vite inspiré une foule d'imitateurs. Les boulangers parisiens s'inspireront de ces préparations pour développer les viennoiseries en utilisant la pâte feuilletée levée française.
D'abord réalisée en France par des ouvriers venus de Vienne, la viennoiserie est ensuite pratiquée par leurs élèves. La pratique se répandant, elle donne lieu à l'appellation « travail viennois », l'ouvrier étant dit un « viennois ». Parmi ces ouvriers, on distinguait alors le croissantier, le biscottier et le pâtissier-viennois.
Mais ce n'est qu'au début du XXe siècle que ces recettes, comme celle du croissant, sont devenues un symbole culinaire français. On notera aussi que le pain viennois des nordiques (le Wienerbrød), se nomme Danish pastry en anglais.

## De la boulangerie viennoise à la viennoiserie

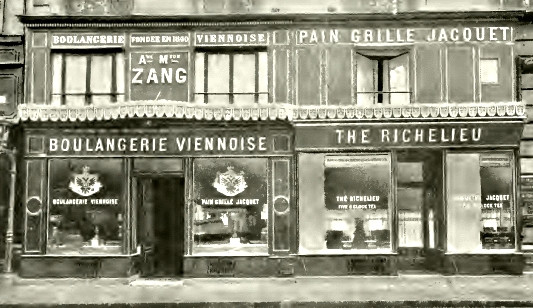
La Boulangerie viennoise au no 92, rue de Richelieu, en 1909.

Le mot dérivé « viennoiserie » est issu de l'adjonction du suffixe « -erie » à l'onomastisme « viennois », lui-même dérivé du nom de Vienne. En français, une viennoiserie, de même qu'une chinoiserie, peut faire référence à une activité ou un « objet dans le goût viennois ». Cela à l'image de cette capitale culturelle que l'on associe au raffinement, déjà au début du XIXe siècle.
Cependant, son usage est plutôt réservé aux produits de boulangerie originaires de Vienne, ou à laquelle le terme rend hommage. Celui-ci n'est pas attesté dans les dictionnaires avant le XXe siècle, alors que « boulangerie viennoise » l'est en 1876, au moins. Cette dernière expression est d’ailleurs employée couramment dès le début des années 1840, sans doute en écho au prestige commercial de Zang ou au rayonnement international de ces recettes viennoises[réf. nécessaire].

## Exemples
- Baguette viennoise nature ou aux pépites de chocolat
- Biscotte
- Bolus belge
- Bolus zélandais
- Boule de Berlin
- Brioche nature, au sucre, aux pépites de chocolat, ou aux pralines
- Bugnes
- Chinois
- Chouquette
- Croissant
- Chausson aux pommes
- Chausson napolitain ou chausson italien
- Cougnou (Belgique et nord de la France)
- Danoise
- Suisse
- Gosette
- Oranais
- Pain au lait
- Pain au chocolat ou chocolatine (sud-ouest de la France et Québec[19]), couque au chocolat (Belgique et Ardennes), petit pain au chocolat (Hauts-de-France et Grand Est), croissant au chocolat (Grand Est)[20]
- Pain aux raisins (appelé « escargot » quand il est en spirale et parfois « schneck » en Lorraine et en Alsace[21])
- Palmier
- Sacristain
- Rissoles
- Zakari